# 미나미구 (요코하마시)
미나미구(일본어: 南区)는 일본 가나가와현 요코하마시를 구성하는 18개 구 중 하나이다. 구의 이름은 '남쪽'을 의미하며 니시구의 남쪽에 있는 데에서 유래하였다.

## 지리
구의 중앙부를 게이힌 급행 전철과 가마쿠라 가도가 남북으로 종단한다. 가마쿠라 가도의 지하로 나란히 요코하마 시영 지하철 블루 라인이 다니고 있다.
북부에는 수도고속도로 가리바선, 서부에는 요코하마 요코스카 도로가 지나고 있다. 간선 도로를 따라 그 주변 지역은 큰 빌딩과 아파트가 들어서 있지만 그 이외의 대부분은 주택지이다.
오카강이 구를 흐른다. 해안가는 벚꽃의 명소로 봄이 되면 많은 벚꽃이 피어난다. 남부에 있는 구묘지는 요코하마에서 가장 오래된 절이다.

## 교통

### 철도
- 요코하마 시영 지하철 블루 라인
- 게이힌 급행 전철

### 도로
- 수도고속도로
- 요코하마 요코스카 도로
- 국도 16호선

## 주요 인물
- 노나카 미사토(野中 美郷)